# Miraculohollinella
Miraculohollinella is een geslacht van uitgestorven kreeftachtigen uit de klasse van de Ostracoda (mosselkreeftjes).

## Soort
- Miraculohollinella propinqua Wang, 1989 †